# Jake Buxton
Jake Fred Buxton (* 4. März 1985 in Sutton-in-Ashfield, Nottinghamshire) ist ein englischer Fußballspieler.

## Karriere

### Mansfield Town und Burton Albion
Der aus der eigenen Jugendakademie stammende Jake Buxton debütierte am 22. Oktober 2002 in einem Spiel der Football League Trophy für Mansfield Town. In der Rückrunde der Saison 2002/03 bestritt er drei Ligaspiele für den Drittligisten, ehe der Verein als Tabellenvorletzter in die vierte Liga abstieg. In der anschließenden Spielzeit verpasste Mansfield den direkten Wiederaufstieg aufgrund einer Niederlage im Play-off-Finale gegen Huddersfield Town. Nach drei Spielzeiten im unteren Tabellendrittel stieg Buxton mit seinem Team in der Saison 2007/08 aus der Football League Two ab und verließ im Anschluss den Verein, für den er seit seinem 13. Lebensjahr aktiv gewesen war.
Am 5. August 2008 wechselte Buxton zum von Nigel Clough trainierten Fünftligisten Burton Albion. In der Saison 2008/09 gewann er mit seiner neuen Mannschaft die Meisterschaft in der Conference National.

### Derby County
Bereits kurz nach dem Aufstieg mit Burton Albion wurde Jake Buxton vom Zweitligisten Derby County verpflichtet, der seit Januar 2009 von Nigel Clough trainiert wurde. Nach neunzehn Ligaspielen in der Football League Championship 2009/10, absolvierte er 2010/11 verletzungsbedingt lediglich ein Ligaspiel. Nach seiner Rückkehr in der Football League Championship 2011/12, unterschrieb Jake Buxton im April 2012 einen neuen Zweijahresvertrag.

### Wigan Athletic und Burton Albion
Am 26. Juli 2016 wechselte Buxton zum Zweitliga-Aufsteiger Wigan Athletic, mit dem er am Saisonende der EFL Championship 2016/17 wieder in die dritte Liga abstieg.
Im Sommer 2017 kehrte er nach acht Jahren zu Burton Albion zurück und unterschrieb einen Einjahresvertrag.